# Elecciones locales de Botsuana de 1999
Las elecciones locales de Botsuana de 1999 tuvieron lugar el 16 de octubre del mencionado año, al mismo tiempo que las elecciones generales para la Asamblea Nacional, con el objetivo de renovar los 405 escaños de los catorce concejos municipales y distritales electos, que ejercerían funciones por el período 1999-2004. Se trató de las octavas elecciones de gobierno local que tenían lugar desde la instauración de los concejos electos en 1966, y los séptimos desde la independencia de Botsuana.
El gobernante Partido Democrático de Botsuana (BDP) obtuvo un triunfo aplastante con un 54,63 % del voto popular y 303 concejales, en el contexto de la división sufrida por el opositor Frente Nacional de Botsuana (BNF), que había obtenido un sólido desempeño en los anteriores comicios de orden municipal, con la escisión del nuevo Partido del Congreso de Botsuana (BCP). El BNF obtuvo el 27,43 % de los votos y 80 concejales, mientras que el BCP logró el 12,59 % y solo 13. El Movimiento de la Alianza de Botsuana (BAM), coalición entre el Partido de Acción Unida, el Partido de la Libertad y la Independencia y el Partido Popular de Botsuana, logró el 4,98 % de los votos y 9 concejales, representando pérdidas respecto a lo que estos partidos habían logrado solos en anteriores elecciones. La Unión Progresista de Botsuana (BPU) perdió sus únicos escaños en Nkange y obtuvo solo 34 votos, cayendo en la irrelevancia política y desapareciendo como partido al poco tiempo. La participación fue del 75,76 % del electorado registrado.
La división del voto opositor permitió al BDP recuperar terreno en varios concejos donde había perdido apoyos en las décadas anteriores, pero la mayoría de las áreas urbanas siguieron siendo esquivas, y el BNF retuvo las alcaldías de Gaborone, Lobatse y Jwaneng. En términos regionales, el BCP vio sus apoyos restringidos al norte del país pero logró arrebatar el control de la representación opositora al BNF en gran parte de esta región, como en el concejo de Selebi-Phikwe, mientras que el BNF conservó la mayoría de los votos opositores en el sur.

## Resultados

### Resultado general
|  | 54.63 % |

|  | 27.43 % |

|  | 12.59 % |

|  | 4.98 % |

|  | 0.04 % |

|  | 0.01 % |

|  | 0.01 % |

|  | 0.33 % |

|  | 95.66 % |

|  | 4.34 % |

|  | 100.00 % |

|  | 75.76 % |

### Escaños por concejo
| Distrito/Ciudad | BDP     | BNF    | BCP    | BAM   |
| --------------- | ------- | ------ | ------ | ----- |
| Central         | 104/106 |        | 1/106  | 1/106 |
| Francistown     | 14/16   |        |        | 2/16  |
| Gaborone        | 7/25    | 18/25  |        |       |
| Ghanzi          | 15/18   | 3/18   |        |       |
| Jwaneng         |         | 7/7    |        |       |
| Kgalagadi       | 13/20   | 7/20   |        |       |
| Kgatleng        | 12/21   | 6/21   | 3/21   |       |
| Kweneng         | 42/50   | 7/50   | 1/50   |       |
| Lobatse         | 2/11    | 9/11   |        |       |
| Noreste         | 14/16   |        |        | 2/16  |
| Noroeste        | 30/40   |        | 6/40   | 4/40  |
| Selebi-Phikwe   | 11/13   |        | 2/13   |       |
| Sudeste         | 13/18   | 5/18   |        |       |
| Sur             | 26/44   | 18/44  |        |       |
| Total           | 303/405 | 80/405 | 13/405 | 9/405 |